# Medionidus penicillatus
Medionidus penicillatus är en musselart som först beskrevs av I. Lea 1857.  Medionidus penicillatus ingår i släktet Medionidus och familjen målarmusslor. IUCN kategoriserar arten globalt som akut hotad. Inga underarter finns listade i Catalogue of Life.